# Gevaar (hoorspel)
Gevaar is een hoorspel van Richard Hughes. A Comedy of Danger, het eerste hoorspel in de geschiedenis van de radio, werd op 15 januari 1924 door de zender 2LO van de British Broadcasting Company uitgezonden. De Hessischer Rundfunk ontdekte het manuscript van Danger, dat als verloren beschouwd werd, en produceerde op 16 januari 1961 een Duitse versie, Gefahr, onder dezelfde omstandigheden als in 1924: als live-uitzending. De KRO bracht het in een vertaling van Hans Berghuis op zondag 19 januari 1964, van 20.45 tot 21.10. De regisseur was Léon Povel.

## Rolbezetting
- Paul van der Lek (Jack)
- Barbara Hoffman (Mary)
- Wam Heskes (Mr. Bax)
- Alex Faassen jr. & Hans Veerman (verdere medewerkenden)

## Inhoud
De auteur zei over zijn hoorspel: "Toen we poogden gevoelens aan te spreken en een volledig verhaal via één enkel orgaan, het oor, over te brengen, hebben we niets anders geprobeerd dan wat de film reeds voor het oog gedaan had." Tijdens een rondleiding door een steenkoolmijn geraken drie bezoekers afgescheiden van de groep: een jong paar en een oude man. Door een ongeval gaat het licht uit. De situatie spitst zich toe als water in de schacht dringt en steeds hoger stijgt. De ingeslotenen bereiden zich voor op de dood. Geruisen, woorden en gewaarwordingen komen in het donker van de mijn duidelijk tot hun recht. Door het medium radio wordt de toehoorder in een gelijkaardige situatie verplaatst en is hij uitsluitend op zijn oren aangewezen - en veroordeeld tot wachten op redding…